# Mexicana Universal Chihuahua
Mexicana Universal Chihuahua (hasta 2016 llamado Nuestra Belleza Chihuahua) es un concurso a nivel estatal en el estado Chihuahua, México, que selecciona a la representante estatal rumbo al certamen nacional Mexicana Universal (antes llamado Nuestra Belleza México), aspirando así a representar al país a nivel internacional en alguna de las plataformas que se ofrecen.
La organización estatal ha logrado los siguientes resultados desde 1994:
- Ganadoras: 3 (1995, 2019, 2022)
- 1.ª Finalista: 1 (2018)
- 2.ª Finalista: 1 (1996)
- 3.ª Finalista: 1 (2001)
- 4.ª Finalista: 1 (2013)
- Top 10/11/12: 9 (1998, 1999, 2000, 2002, 2004, 2006, 2007, 2009, 2012)
- Top 15/16: 2 (2014, 2016)
- Top 20/21: 1 (2003)
- Sin clasificación: 15 (1994, 1997, 1998, 1999, 2000, 2001, 2002, 2003, 2007, 2008, 2010, 2011, 2015, 2017, 2021)
- Ausencias: 1 (2005)

#### Reinas Nacionales
- Tania Estrada -  Mexicana Grand Internacional 2024 (Designada)
- Andrea Meza - Mexicana Universal 2020
- Gabriela Prieto - Reina Hispanoamericana México 2013 (Designada)
- Georgina Holguín - Reina del Café México 2008 (Designada)
- Montserrat Montagut - Reina del Café México 2007 (Designada)
- Ofelia Chávez - Miss Atlántico México 2003 (Designada)
- Banelly Carrasco - Reina del Café México 1997 (Designada)
- Banelly Carrasco - Miss Verano México 1997 (Designada)
- Vanessa Guzmán - Señorita América México 1996 (Designada)
- Vanessa Guzmán - Nuestra Belleza México 1995

#### Reinas Internacionales
- Andrea Meza - Miss Universo 2020
- Vanessa Guzmán - Señorita América Internacional 1996

## Reinas Titulares
A continuación se presentan los nombres de las ganadoras anuales de Mexicana Universal Chihuahua, enumeradas en orden ascendente, así como los resultados obtenidos durante el certamen nacional de Mexicana Universal. Así mismo se destacan en algún color las reinas estatales que representaron al país en alguna franquicia actual o que tuvo la organización nacional a través de los años.
| Franquicias actuales: - Compitió en Miss International. - Compitió en Miss Grand International. - Compitió en Miss Charm. - Compitió en Reina Hispanoamericana. - Compitió en Miss Orb International. - Compitió en Nuestra Latinoamericana Universal. | Antiguas franquicias: - Compitió en Miss Universe. - Compitió en Miss World. - Compitió en Miss Continente Americano. - Compitió en Miss Costa Maya International. - Compitió en Miss Atlántico Internacional. - Compitió en Miss Verano Viña del Mar. - Compitió en Reina de la Atlantida. - Compitió en Reina Internacional del Café. - Compitió en Reina Internacional de las Flores. - Compitió en Señorita Continente Americano. - Compitió en Nuestra Belleza Internacional. |

| Año                                                                        | Reina Titular                                                                           | Originaria                                                                              | Clasificación                                                                           | Premio Especial                                                                         | Notas |
| 2025                                                                       |                                                                                         |                                                                                         |                                                                                         |                                                                                         | |
| 2024                                                                       | Debido a cambios en las fechas del certamen nacional, no hubo elección estatal este año | Debido a cambios en las fechas del certamen nacional, no hubo elección estatal este año | Debido a cambios en las fechas del certamen nacional, no hubo elección estatal este año | Debido a cambios en las fechas del certamen nacional, no hubo elección estatal este año | Debido a cambios en las fechas del certamen nacional, no hubo elección estatal este año |
| 2023                                                                       | Emma Suzana Campoya Magallanes                                                          | Ciudad Juárez                                                                           | Por Participar                                                                          |                                                                                         | - 3.ª Finalista en Mexicana Universal Ciudad de México 2023 - Compitió en Miss Continente Americano 2017 - Miss Continente Americano México 2017                                                               |
| 2022                                                                       | Tania Estrada Quezada                                                                   | Guerrero                                                                                | Mexicana Charm (Renunció)                                                               | -                                                                                       | - Top 20 en Miss Grand Internacional 2024 - Mexicana Grand Internacional 2024 - 1.ª Finalista en Nuestra Belleza Chihuahua 2016 - Compitió en Señorita UACH 2015                                               |
| 2021                                                                       | Janeth Loya Trillo                                                                      | Ciudad Juárez                                                                           | -                                                                                       | -                                                                                       | - Top 15 en Nuestra Belleza México 2017 - Nuestra Belleza Chihuahua 2016 |
| 2020                                                                       | Debido a la contingencia por la pandemia Covid-19, no hubo elección estatal este año    | Debido a la contingencia por la pandemia Covid-19, no hubo elección estatal este año    | Debido a la contingencia por la pandemia Covid-19, no hubo elección estatal este año    | Debido a la contingencia por la pandemia Covid-19, no hubo elección estatal este año    | Debido a la contingencia por la pandemia Covid-19, no hubo elección estatal este año |
| 2019                                                                       | Alma Andrea Meza Carmona                                                                | Chihuahua                                                                               | Mexicana Universal                                                                      | Fashion Fest Liverpool Model                                                            | - Miss Universo 2020 - Miss Mundo Américas 2017 - 1.ª Finalista en Miss Mundo 2017 - Miss México 2017 - Miss Chihuahua 2016 - Compitió en Señorita UACH 2015                                                   |
| 2018                                                                       | Marissa Angélica Navarro Meza                                                           | Ciudad Juárez                                                                           | 1.ª Finalista                                                                           | -                                                                                       | - Reina del Club Rotario Juárez Chamizal 2014 - Compitió en Nuestra Belleza Chihuahua 2014 |
| 2017                                                                       | Janneth Marleny Vargas Díaz                                                             | Chihuahua                                                                               | -                                                                                       | -                                                                                       | - |
| Hasta el año 2016 el titulo estatal fue nombrado Nuestra Belleza Chihuahua |                                                                                         |                                                                                         |                                                                                         |                                                                                         | |
| 2016                                                                       | Janeth Loya Trillo                                                                      | Ciudad Juárez                                                                           | Top 15                                                                                  | -                                                                                       | - Compitió en Mexicana Universal 2022 - Mexicana Universal Chihuahua 2021 |
| 2015                                                                       | Celeste Espinoza Portillo                                                               | Parral                                                                                  | -                                                                                       | -                                                                                       | - Top 16 en Miss México 2023 - Miss Chihuahua 2021 |
| 2014                                                                       | Yaritza Anahí Castillo Loera                                                            | Cuauhtémoc                                                                              | Top 15                                                                                  | -                                                                                       | - Miss Pacific World 2016 - Miss Pcific World México 2016 - Reina Cuauhtémoc 2011 |
| 2013                                                                       | Ana Lucía Baduy Valles                                                                  | Chihuahua                                                                               | 4.ª Finalista                                                                           | -                                                                                       | - Primera México-libanesa nacida en Chihuahua |
| 2012                                                                       | Gabriela Prieto Díaz-Infante                                                            | Chihuahua                                                                               | Top 10                                                                                  | Miss Talento                                                                            | - Compitió en Miss F1 México 2015 - 3.ª Finalista en Reina Hispanoamericana 2013 - Reina Hispanoamericana México 2013 - 14.ª Finalista en Mexico's Next Top Model 2011 - Rostro Adolescente Cd. Chihuahua 2010 |
| 2011                                                                       | María Fernanda Carranza Ramírez                                                         | Ciudad Juárez                                                                           | -                                                                                       | -                                                                                       | - |
| 2010                                                                       | Pamela Olivas Chaparro                                                                  | Chihuahua                                                                               | -                                                                                       | -                                                                                       | - Miss Earth México-Air 2009 - Miss Earth Chihuahua 2009 |
| 2009                                                                       | Daniela Muñoz Grijalva                                                                  | Chihuahua                                                                               | Top 10                                                                                  | Miss Talento                                                                            | - |
| 2008                                                                       | Nadia Hazel Renpenning Carrasco                                                         | Ciudad Juárez                                                                           | -                                                                                       | -                                                                                       | - Sobrina de Katharine Renpenning Señorita Chihuahua 1987 - Primera reina con ascendencia Menonita |
| 2007                                                                       | Lucía Georgina Olguín Lozanoc                                                           | Chihuahua                                                                               | Top 10                                                                                  | -                                                                                       | - Top 10 en el Reinado Internacional del Café 2008 - Reina del Café México 2008 |
| 2006                                                                       | Montserrat Montagut Enciso                                                              | Ciudad Juárez                                                                           | Top 10                                                                                  | Mejor Figura                                                                            | - 3.ª Finalista en el Reinado Internacional del Café 2007 - Reina del Café México 2007 |
| 2005                                                                       | No se envió candidata este año                                                          | No se envió candidata este año                                                          | No se envió candidata este año                                                          | No se envió candidata este año                                                          | No se envió candidata este año |
| 2004                                                                       | Elsa Cristina Salgado Quiñonez                                                          | Chihuahua                                                                               | Top 10                                                                                  | Miss Deportes                                                                           | - |
| 2003                                                                       | Zuszeth Luna González                                                                   | Ciudad Juárez                                                                           | Top 20                                                                                  | -                                                                                       | - |
| 2002                                                                       | Mónica Lizeth Cervantes Cuellar                                                         | Ciudad Juárez                                                                           | -                                                                                       | -                                                                                       | - |
| 2001                                                                       | Erika de la Rosa Castro                                                                 | Ciudad Juárez                                                                           | -                                                                                       | -                                                                                       | - |
| 2000                                                                       | Erika Valenzuela Ortega                                                                 | Chihuahua                                                                               | Top 10                                                                                  | Mejor Comunicadora                                                                      | - Top 20 en Nuestra Belleza Mundo México 2000 |
| 1999                                                                       | Mónica Enríquez Rodríguez                                                               | Chihuahua                                                                               | Top 10                                                                                  | -                                                                                       | - |
| 1998                                                                       | Larissa Carrera Aguilera                                                                | Ciudad Juárez                                                                           | Top 11                                                                                  | -                                                                                       | - Compitió en Miss Friendship of the World 1999 - Miss Frienship México 1999 |
| 1997                                                                       | Mará Cristina Castro Loya                                                               | Chihuahua                                                                               | -                                                                                       | -                                                                                       | - |
| 1996                                                                       | Banelly Carrasco Loya                                                                   | Chihuahua                                                                               | 2.ª Finalista                                                                           | -                                                                                       | - Compitió en Miss Verano Viña del Mar 1997 - Miss Verano México 1997 - Compitió en el Reinado Internacional del Café 1997 - Reina del Café México 1997 - 3.ª Finalista en Nuestra Belleza Mundo México 1996   |
| 1995                                                                       | Vanessa Guzmán Niebla                                                                   | Ciudad Juárez                                                                           | Nuestra Belleza México                                                                  | -                                                                                       | - Top 6 en Miss Universo 1996 - Señorita América Internacional 1996 - Señorita América México 1996 |
| 1994                                                                       | Luz María Delgado López                                                                 | Chihuahua                                                                               | -                                                                                       | -                                                                                       | - |

## Concursantes designadas
A partir del año 2000, se abrió la posibilidad de que los estados de la República tuvieran más de una candidata, esto como consecuencia de que algunos estados no enviaran candidatas por alguna razón. Las siguientes concursantes de Chihuahua fueron invitadas a competir en el certamen nacional junto con la reina titular, obteniendo en algunos casos mejores resultados.

| Año  | Reina Titular                  | Originaria | Clasificación | Premio Especial | Notas 22678 |
| 2007 | Priscila Trejo Pérez           | Chihuahua  | -             | -               | - 1.ª Finalista en Nuestra Belleza Chihuahua 2007 - Compitió en Miss Tourism Bikini of the World 2006 - Miss Tourism Bikini México 2006 |
| 2003 | Karla Becerra                  | Chihuahua  | -             | -               | - 1.ª Finalista en Nuestra Belleza Chihuahua 2003 |
| 2002 | Gabriela Alejandra Oates Urias | Chihuahua  | Top 12        | -               | - 1.ª Finalista en Nuestra Belleza Chihuahua 2002 |
| 2001 | Nancy Cecilia Esparza Tinajero | Chihuahua  | 3.ª Finalista | -               | - Compitió en Mrs Mundo 2019 - Mrs Mundo México 2019 - 1.ª Finalista en Mrs Tourism Queen International 2018 - Mrs Tourism Queen México 2018 - Top 21 en Nuestra Belleza Mundo México 2001 - 1.ª Finalista en Nuestra Belleza Chihuahua 2001 - 4.ª Finalista en Miss Intercontinental 2000 - Miss Intercontinental México 2000 - Compitió en World Miss University 2000 - World Miss University México 2000 |
| 2001 | Ofelia Chávez Moreno           | Chihuahua  | -             | -               | - Compitió en Miss Atlántico Internacional 2003 - Miss Atlántico México 2003 - 2.ª Finalista en Nuestra Belleza Chihuahua 2001 |
| 2000 | Mirta Janet Bojórquez Loya     | Chihuahua  | -             | -               | - 1.ª Finalista en Nuestra Belleza Chihuahua 2000 |